# Die vier Tage von Neapel (Film)
Die vier Tage von Neapel (Originaltitel: Le quattro giornate di Napoli) ist ein italienischer Kriegsfilm aus dem Jahr 1962, der auf wahren Begebenheiten beruht. Er handelt von einem viertägigen, erfolgreichen Aufstand der Bevölkerung Neapels (den Vier Tagen von Neapel) gegen die deutschen Besatzungstruppen im Jahr 1943.

## Handlung
Am 8. September 1943 unterzeichnet General Pietro Badoglio von der italienischen Armee im Waffenstillstand von Cassibile mit den Alliierten. Als die Nachricht Neapel erreicht, feiern die Bewohner in den Straßen. Doch die Freude ist von kurzer Dauer. Die Deutschen sehen den Vertrag als Betrug an. Deutsche Einheiten nehmen die militärischen Einrichtungen in Besitz. Nach vier Tagen ist die Besetzung der Stadt komplett.
Die Deutschen versuchen mit Repressalien die Bevölkerung in Schach zu halten. Der Kommandant befiehlt die Hinrichtung des italienischen Seemannes Livornese. Die Einwohner sollen der Exekution auf den Knien beiwohnen und applaudieren. Die männlichen Einwohner zwischen 5 und 50 werden zur Zwangsarbeit in deutsche Lager gebracht.
Am 28. September kommt es in Neapel zum Aufstand. Die Widerstandsbewegung, plan- und organisationslos, bekommt großen Zulauf. Nun sind die Deutschen in der Defensive. Die Rebellen kämpfen mit zuvor versteckter Munition und improvisierten Waffen, sie errichten Barrikaden, platzieren Scharfschützen und lassen Granaten unter deutschen Panzern explodieren. Der junge Gennaro Capuozzo, der während der Kämpfe getötet wird, wird zu einem Helden gemacht. Vier Tage später, am 1. Oktober 1943, zieht sich die deutsche Wehrmacht aus Neapel zurück. Alliierte Truppen ziehen in die Stadt ein, die von ihren eigenen Bewohnern befreit wurde.

## Reaktionen in Deutschland
Als Die vier Tage von Neapel in Italien im November 1962 in einer großen Galapremiere uraufgeführt wurde, erschienen in zahlreichen deutschen Zeitungen heftige Proteste gegen diesen Film, der unter anderem als Hetzfilm und deutschfeindlich bezeichnet wurde. Die Welt forderte eine diplomatische Intervention des Auswärtigen Amtes, die deutsche Botschaft in Rom schaltete sich ein, und der Bundestagsabgeordnete Berthold Martin (CDU), Vorsitzender des Kulturpolitikausschusses, verurteilte den Film, da er „den Europa-Gedanken und den Gedanken der Völkerversöhnung“ sabotiere.
Erst im April 1963 wurde der Film bei der FSK zur Prüfung eingereicht. Die Prüfer zogen mehrere Wehrmachtsoffiziere sowie einen Historiker und einen Völkerrechtler als Gutachter heran, ebenso Vertreter von Innen- und Verteidigungsministerium sowie des Auswärtigen Amtes. Zwar wies Wilhelm Alff vom Münchner Institut für Zeitgeschichte auf eine Vielzahl italienischer Quellen hin, wonach das gezeigte Vorgehen der Deutschen wenn nicht in Neapel, so doch in anderen italienischen Städten durchaus vorgekommen sei, doch die anwesenden Offiziere wiesen die Darstellungen des Films bei Androhung eines Ehreneides kategorisch zurück und schilderten stattdessen die Wohltaten der deutschen Militärverwaltung in Neapel. So verweigerte der Arbeitsausschuss mit großer Mehrheit dem Film die Freigabe, weil er die historische Wahrheit verfälsche. Dies bestätigte auch der angerufene Hauptausschuss.
Mitte September 1963 traf sich der Rechtsausschuss der FSK, um erneut über den Film zu beraten. Dies fiel zusammen mit heftigen Zensurvorwürfen in den Medien über die Vorgaben der FSK zur Freigabe des Films Die Eingeschlossenen. Unter diesen veränderten Umständen gab der Rechtsausschuss den Film mit der Begründung frei, geschichtliche Tatsachen würden nicht alleine dadurch verfälscht, dass sich die gezeigten Handlungen nicht im angegebenen Ort Neapel abgespielt hätten.

## Kritiken
Das Lexikon des internationalen Films schrieb, der seinerzeit umstrittene, von der FSK erst in dritter Instanz freigegebene antifaschistische Film beginnt als sorgfältig aufgebautes Kriegsbild und endet als undifferenziertes Partisanenkino.
Bosley Crowther von der New York Times schrieb, es sei einer der Filme, die man nie vergesse. Fast jede Szene sei vollgepackt mit Beredsamkeit und Bedeutung.

## Auszeichnungen
- Gewinn
  - Nastro d’Argento (Silbernes Band) des Sindacato Nazionale Giornalisti Cinematografici Italiani in den Kategorien Regie des besten italienischen Films, Bestes Drehbuch und Beste Nebendarstellerin (Regina Bianchi)
- Nominierung
  - 1963: Oscar-Nominierung als bester fremdsprachiger Film
  - 1964: Oscar-Nominierung für das beste Originaldrehbuch
  - 1964: Nominierung für den Samuel Goldwyn Award bei der Verleihung der Golden Globes
  - 1964: BAFTA-Award in der Kategorie Bester Film

## Hintergrund
Der Film feierte am 16. November 1962 in Italien seine Premiere. In Deutschland kam er am 20. Dezember 1963 in die Kinos. Er nennt keine Schauspieler.